# Anfione
Anfione (in greco antico Ἀμφίων Amphìōn) è un personaggio della mitologia greca, figlio di Zeus e Antiope (a sua volta figlia di Nitteo di Tebe e di Polisso).
Secondo la tradizione, è ricordato come gentile d'animo e cultore della musica e della poesia.

## Mitologia
Antiope fu cacciata dal padre Nitteo, quando questi seppe della gravidanza della figlia. Ella si rifugiò allora a Sicione, presso lo zio Lico, dal quale fu trattata da prigioniera. Qui la ragazza diede alla luce due gemelli, Anfione e Zeto. Quando Lico lo venne a sapere, ordinò che questi venissero abbandonati sul Monte Citerone, dove li trovò un pastore che li prese con sé. Antiope fu quindi riportata nella Cadmea, l'antica rocca di Tebe, dove Lico e sua moglie, Dirce, avevano occupato il trono lasciato vacante dalla morte di Nitteo. Anche qui Antiope fu trattata da schiava, ma riuscì a fuggire e ritornare dai suoi figli.
Divenuti adulti, i figli decisero di vendicare la madre e uccisero Lico. Poi attaccarono Dirce ad un toro, che la trascinò via uccidendola. I fratelli divennero i nuovi re di Tebe, ma fu Anfione il vero governatore della città. Essi fondarono anche le mura della città, che fino ad allora aveva solo una rocca, detta Cadmea: Zeto portava le pietre, Anfione le sistemava grazie al suono magico della sua lira. Secondo la leggenda costruì con la musica le mura di Tebe, sia per la capacità di incantare gli animali selvaggi, sia per il potere ordinatore che costringeva i massi a prendere spontaneamente il loro posto nelle mura di una città. Anfione e Zeto governarono in accordo le due città. Anfione sposò Niobe, figlia di Tantalo ed ebbero quattordici figli, sette maschi e sette femmine; sua moglie si insuperbì per questo e osò paragonarsi alla dea Latona, la quale aveva solo due figli, Artemide ed Apollo, sentendosi superiore ad essa. Offesa, la dea ordinò ai suoi figli di sterminare la progenie dei sovrani. A seguito della strage dei suoi amati figli, Anfione impazzì e tentò di distruggere il tempio di Apollo, venendo ucciso dal dio stesso, mentre Niobe, distrutta dal dolore, fu mutata in pietra, per poi essere trasportata in Frigia sul monte Sipilo, dove ancora non cessa di piangere.